# Dead Stock
Dead Stock (estilizado em minúsculas como dead stock) é o sexto álbum de estúdio da banda japonesa de rock e visual kei SID, lançado em 23 de fevereiro de 2011 pela Ki/oon Records. Foi lançado em três edições: a regular e as edições limitadas A e B.
Os singles do álbum são "One way", "Sleep", "Rain", tema de Fullmetal Alchemist, "Cosmetic" e "Ranbu no Melody", tema de Bleach.
"Dead Stock" foi promovido pela turnê Dead Stock Tour 2011, que teve algumas apresentações adiadas devido ao sismo e tsunâmi de Tohoku em 2011.

## Desempenho comercial
Alcançou a quarta posição na Oricon Albums Chart e permaneceu na parada por 13 semanas. No mês de lançamento, foi certificado disco de ouro pela RIAJ por vender mais de 100 mil cópias. A edição limitada A foi classificada como o 80° álbum mais vendido em 2011 no Japão.

## Faixas
Todas as letras escritas por Mao. 
| N.º            | Título                             | Música         | Duração |  |
| 1.             | "No LDK"                           | Shinji         | 3:37    |  |
| 2.             | "Shelter" (シェルター)             | Shinji         | 3:45    |  |
| 3.             | "Cosmetic"                         | Shinji         | 3:22    |  |
| 4.             | "Iihito" (いいひと)                | Aki            | 3:36    |  |
| 5.             | "Ranbu no Melody" (乱舞のメロディ) | Aki            | 3:57    |  |
| 6.             | "Rain" (レイン)                    | Yūya           | 3:59    |  |
| 7.             | "Dog run"                          | Shinji         | 3:43    |  |
| 8.             | "One way"                          | Aki            | 4:13    |  |
| 9.             | "Nigatsu" (2月)                    | Shinji         | 3:43    |  |
| 10.            | "Wife" (ワイフ)                    | Aki            | 3:49    |  |
| 11.            | "Sleep"                            | Aki            | 5:04    |  |
| 12.            | "Sympathy"                         | Aki            | 5:04    |  |
| Duração total: | Duração total:                     | Duração total: | 43:35   |  |

## Ficha técnica
- Mao – vocal
- Shinji – guitarra
- Aki – baixo
- Yūya – bateria